# Luzonichthys waitei
Luzonichthys waitei là một loài cá biển thuộc chi Luzonichthys trong họ Cá mú. Loài này được mô tả lần đầu tiên vào năm 1931.

## Phân bố và môi trường sống
L. waitei có phạm vi phân bố rải rác ở Ấn Độ Dương và tập trung đông nhất ở Tây Thái Bình Dương. Ở Ấn Độ Dương, L. waitei xuất hiện ngoài khơi Seychelles và quần đảo Chagos, cũng như tại đảo Giáng Sinh. Ở phía tây Thái Bình Dương, loài cá này được tìm thấy ở các đảo phía đông và nam của quần đảo Mã Lai; phía bắc đến miền nam Nhật Bản; phía nam đến vùng đông bắc Úc (phía bắc rạn san hô Great Barrier); phía đông đến Fiji, Palau và đảo Olimaro (Liên bang Micronesia). Chúng sống xung quanh các rạn san hô và đá ngầm ở độ sâu khoảng từ 1 đến 55 m, đặc biệt là ở những vùng nước nông.

## Mô tả
Chiều dài cơ thể lớn nhất được ghi nhận ở L. waitei là 7 cm. Vây đuôi xẻ thùy; thùy đuôi nhọn. Vây lưng chẻ đôi. Thân mảnh, thuôn dài. Vùng lưng và đỉnh đầu có màu vàng, chuyển sang màu hồng tím ở hai bên thân. Thùy đuôi có màu hồng tím đậm.
Số gai ở vây lưng: 10; Số tia vây mềm ở vây lưng: 15 - 16; Số gai ở vây hậu môn: 3; Số tia vây mềm ở vây hậu môn: 7; Số gai ở vây bụng: 1; Số tia vây mềm ở vây bụng: 5.
Thức ăn của L. waitei chủ yếu là các loài động vật giáp xác và các sinh vật phù du. Chúng thường bơi thành những đàn lớn để kiếm ăn. L. waitei được đánh bắt nhằm mục đích thương mại cá cảnh. 

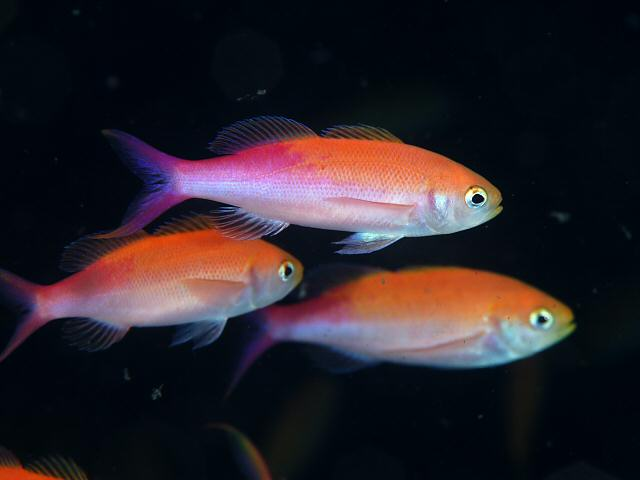
Một nhóm L. waitei